# 心拍計

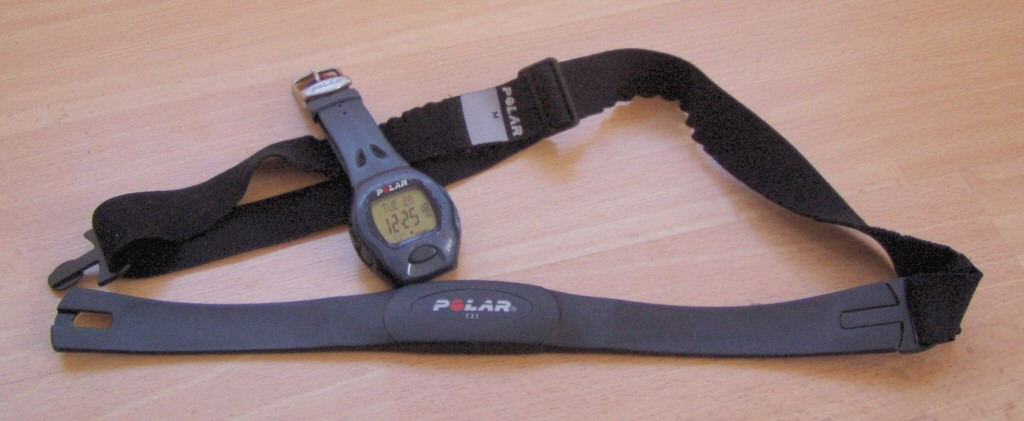
心拍計

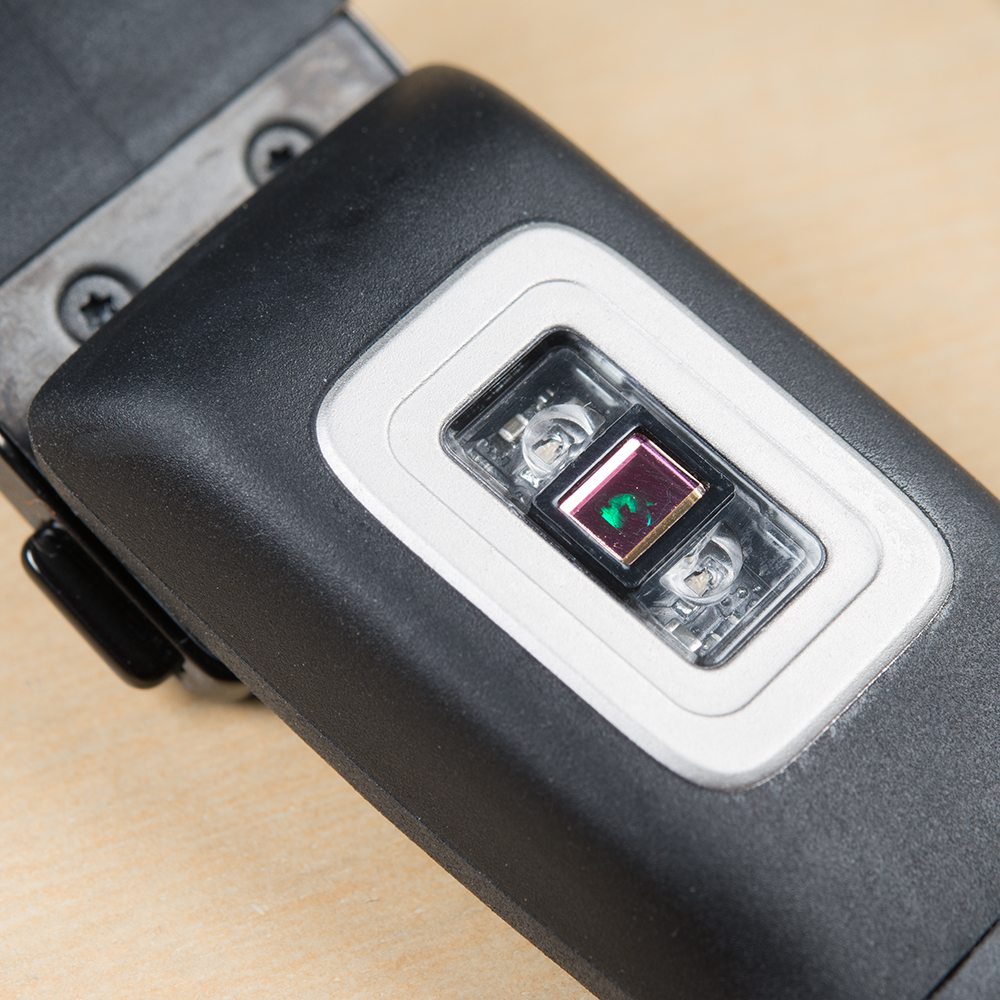
Microsoft Bandの光学式心拍計

心拍計 (しんぱくけい、英語: Heart Rate Monitor) は、心拍数を測定・表示・記録する装置。脈拍計（みゃくはくけい）ともいう。主に胸部に取り付けるセンサーと表示・記憶装置から構成される。スポーツ用の表示・記憶装置は、主として腕時計型をしている。機種により、特定のスポーツに対応したオプションのセンサーをもつものや、消費カロリーの計算、速度計算などの機能を兼ね備えているものもある。

## 概要
市販の個人用心拍計は、一般に胸部に取り付けるセンサーと表示装置の二つの部分によって構成されるものが多いが、簡易型の機種では、腕時計型の装置にセンサーを備えているものもある。最も簡単なものでは、小型の装置に指を当てるだけというものもある（赤外線で血流を測定している）。胸部に心電図検出用のセンサー（電極）を付けるものがより正確な測定が行えるとされる。
表示装置は専用のものは主に腕時計型をしている。その他にサイクルコンピュータ、腕時計型デバイス(スポーツウォッチ、スマートウォッチ等)、スマートフォン等で心拍数を表示することができる。一定の時間内の平均心拍数、最大心拍数を表示したり、最大心拍数と安静時心拍数との差に対する比率を計算して、運動の強度を示したりできるものが多い。パソコンやスマートフォンと接続してデータを転送できるものもある。
胸部に取り付けるセンサーは、電極と電池、送信機をベルトで固定するタイプがある。女性用の機種には、スポーツブラとセンサーを一体にしたものもある。機構としては、電極で心電図を測定し、その変化から心拍を検出し、心拍と心拍との間隔から、心拍数（=一分間あたりの心拍の数）を計測する。
近年は血流量から心拍数を計測する光学式心拍計が登場している。手首に巻き付ける単体のセンサーや腕時計型デバイスに内蔵される形で提供される。
センサーから表示装置へのデータ送信には無線が使用される。独自規格のほかに、標準化された規格のANT/ANT+やBluetoothが利用されている。かつては同時に同じ機種の装置を複数の人が使用すると、混信して、正確に記録できない場合があった。現在は個々のデバイスに識別符号を付与するなどして回避している。また、10人程度のチームのメンバーのデータを同時に記録できる機能を持つ機種もある。

## スポーツへの利用
心拍数と運動による身体への負荷は線形関係にあるため、運動中の心拍数を把握することで、科学的なトレーニングを行うことが可能となる。
例えば、ランニングやサイクリングの場合、走行するコースの勾配、風向きや風速、個人の運動能力などによって、同じ速度で走行していても、身体への負荷の大小は異なる。よって、どの程度の強度の運動をしているのかを客観的に把握するためには、運動中の心拍数を知る必要がある。また目標とする運動強度を心拍数によって定め、それに合わせて運動を行うことで、トレーニング効果を高め、達成度を知ることで心理的にも積極的にトレーニングを行うことが可能となる。
心拍数が一定の数値を超えると、無酸素運動となっていることが多いため、無酸素運動で循環器や筋力の強化を図るのか、有酸素運動を行って体脂肪を減らすのかなど、目的に合わせたトレーニングをするにも心拍計の利用は有効である。
また、限界の心拍数を超えて運動を続けると突然死の危険があるが、これを回避して、安全にスポーツを行う目安ともなる。

## ゲームへの利用

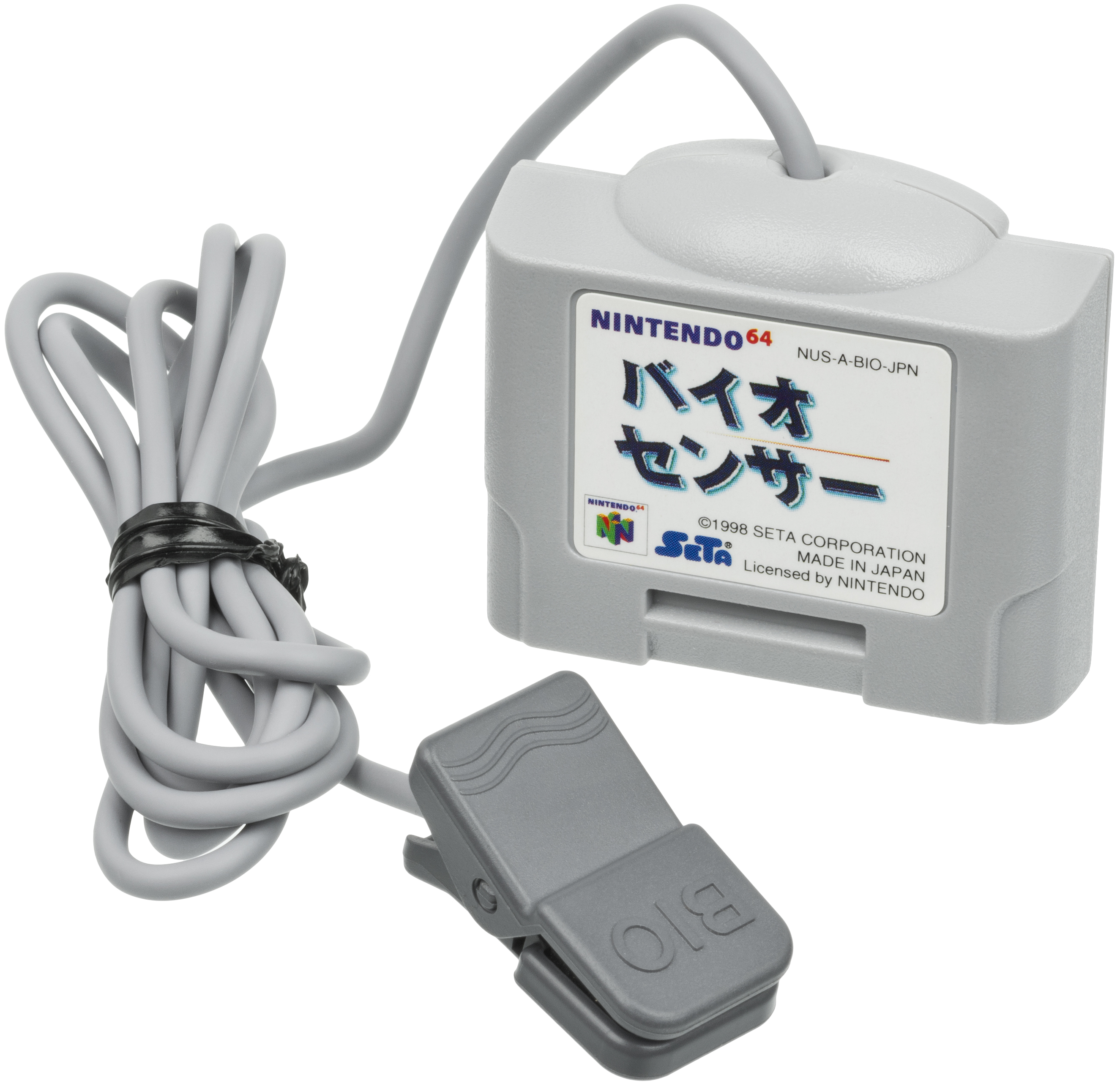
Nintendo64のバイオセンサー

NINTENDO 64 の拡張オプションとして、耳朶にクリップを装着して心拍数を測定する「バイオセンサー」という名称の心拍を計測する入力デバイスがあり、Wiiでも類似のデバイスが発売予定だったが、実際には発売されなかった。